# Campionati africani di badminton 2010
I Campionati africani di badminton 2010 si sono svolti a Kampala, in Uganda. È stata la 15ª edizione del torneo, organizzato dalla Badminton Confederation of Africa.

## Podi
| Evento              | Oro                             | Argento                      | Bronzo                          |
| Singolare maschile  | Jinkan Ifraimu                  | Ola Fagbemi                  | Sahir Edoo                      |
| Singolare maschile  | Jinkan Ifraimu                  | Ola Fagbemi                  | Ibrahim Adamu                   |
| Singolare femminile | Hadia Hosny                     | Stacey Doubell               | Kerry-Lee Harrington            |
| Singolare femminile | Hadia Hosny                     | Stacey Doubell               | Maria Braimoh                   |
| Doppio maschile     | Jinkan Ifraimu Ola Fagbemi      | Ibrahim Adamu Edicha Ocholi  | Dorian James Willem Viljoen     |
| Doppio maschile     | Jinkan Ifraimu Ola Fagbemi      | Ibrahim Adamu Edicha Ocholi  | Sahir Edoo Yoni Louison         |
| Doppio femminile    | Annari Viljoen Michelle Edwards | Susan Ideh Maria Braimoh     | Juliette Ah-Wan Alisen Camille  |
| Doppio femminile    | Annari Viljoen Michelle Edwards | Susan Ideh Maria Braimoh     | Marlyse Marquer Amrita Sawaram  |
| Doppio misto        | Dorian James Michelle Edwards   | Roelof Dednam Annari Viljoen | Willem Viljoen Jade Morgan      |
| Doppio misto        | Dorian James Michelle Edwards   | Roelof Dednam Annari Viljoen | Stephan Beeharry Amrita Sawaram |